# Vic Mees
Victor Edward Louis „Vic“ Mees (* 26. Januar 1927 in Schoten; † 11. November 2012) war ein belgischer Fußballspieler.

## Karriere

### Im Verein
Mees stammte aus Merksem, einem Stadtteil von Antwerpen. In seiner Heimatstadt begann er auch bei Royal Antwerpen Fußball zu spielen. Für den Traditionsverein bestritt der Mittelfeldspieler in der Runde 1945/46 seine ersten Pflichtspiele und avancierte gleich zum Stammspieler. Danach war er aus der Startelf des RFC kaum noch wegzudenken und bestritt über Jahre hinweg nahezu alle Pflichtspiele. Dabei spielte er mit der Mannschaft immer im oberen Drittel der Tabelle mit, aber seinen ersten Titel konnte er erst im Jahre 1955 mit dem belgischen Pokal feiern. Im Jahr darauf wurde er mit dem Goldenen Schuh als bester belgischer Fußballer ausgezeichnet, ehe er 1957 mit dem Gewinn der nationalen Meisterschaft den Höhepunkt seiner Karriere erreichte. Dieser Titel berechtigte den RFC zur Teilnahme am Europapokal der Landesmeister. Dort traf die Mannschaft in der ersten Runde auf den Titelverteidiger Real Madrid und verlor nach Hin- und Rückspiel mit 2:5. Nach diesen Erfolgen spielte er mit dem RFC immer wieder um die Meisterschaft mit, konnte aber keine weiteren Titel gewinnen. So beendete er nach 554 Ligaspielen und insgesamt 19 Spielzeiten für den Royal Antwerpen seine Karriere.

### In der Nationalmannschaft
Sein Debüt in der Nationalmannschaft gab Mees 1949 in einem Freundschaftsspiel gegen Spanien. Danach konnte er sich in der Nationalmannschaft etablieren und kam in nahezu allen Freundschaftsspielen zum Einsatz. In der Qualifikation zur WM 1954 bestritt er seine ersten Pflichtspieleinsätze und konnte sich mit Belgien erfolgreich qualifizieren. Bei der WM 1954 wurde er dann von Nationaltrainer Doug Livingstone ins Aufgebot der Belgier berufen. Während der Vorrunde stand Mees bei beiden Spielen der Belgier auf dem Feld und schied mit diesen als Tabellenletzter aus. Nach der enttäuschenden WM-Teilnahme blieb er Stammspieler in der Nationalmannschaft und war von 1958 bis 1972 sogar vor Bernard Voorhoof Rekordnationalspieler Belgiens. 1960 beendete er seine Laufbahn in der belgischen Fußballnationalmannschaft nach insgesamt 68 Länderspieleinsätzen, in denen er drei Tore erzielte. Insgesamt wurde er zwischen 1949 und 1960 73 Mal in die Nationalelf Belgiens einberufen.